# 박성주 (축구인)
박성주(한국 한자: 朴成周, 1984년 3월 13일 ~ )는 대한민국의 전 축구 선수이며, 포지션은 미드필더였다.